# Departamento Oruro
Das Departamento Oruro liegt im Westen Boliviens und erstreckt sich im Andenhochland des Altiplano über 53.588 km², Hauptstadt ist Oruro. Es grenzt im Norden an das Departamento La Paz, im Nordosten an das Departamento Cochabamba, im Osten und Süden an das Departamento Potosí und im Westen an Chile.

## Wirtschaft
Oruro ist das traditionelle Zentrum des Bergbaus in Bolivien (Zinn, Blei und Silber), der trotz vieler Minenschließungen in den vergangenen Jahrzehnten nach wie vor ein bedeutender Wirtschaftsfaktor ist.

## Bevölkerung
Die Einwohnerzahl des Departamento Oruro von 1950 bis 2024 auf fast das Dreifache angestiegen:
| Jahr | Einwohner | Quelle       |
| ---- | --------- | ------------ |
| 1950 | 192.356   | Volkszählung |
| 1976 | 310.409   | Volkszählung |
| 1992 | 340.114   | Volkszählung |
| 2001 | 391.870   | Volkszählung |
| 2012 | 494.178   | Volkszählung |
| 2024 | 570.194   | Volkszählung |

Für 70 % der Bevölkerung ist Spanisch die primäre Sprache, für 16 % Aymara und für 13 % Quechua (Volkszählung 2012).

## Provinzen
Das Departamento Oruro ist in 16 Provinzen gegliedert (vor dem Provinznamen ist die Postkennzahl angegeben, nach dem Namen die Einwohnerzahl der Volkszählungen 2012 und 2001):
| INE-Nr. | Provinz                      | Fläche    | Einwohner 1992 (Volkszählung) | Einwohner 2001 (Volkszählung) | Einwohner 2012 (Volkszählung) | Einwohner 2024 (Volkszählung) |
| ------- | ---------------------------- | --------- | ----------------------------- | ----------------------------- | ----------------------------- | ----------------------------- |
| 04-01   | Provinz Cercado              | 5.005 km² | 213.755                       | 241.811                       | 309.629                       | 346.633                       |
| 04-02   | Provinz Eduardo Avaroa       | 3.286 km² | 23,147                        | 27.675                        | 32.355                        | 40.444                        |
| 04-03   | Provinz Carangas             | 4.203 km² | 7.930                         | 10.163                        | 11.071                        | 19.000                        |
| 04-04   | Provinz Sajama               | 7.699 km² | 7.891                         | 9.438                         | 9.391                         | 11.948                        |
| 04-05   | Provinz Litoral              | 2.478 km² | 2.087                         | 4.555                         | 10.409                        | 14.444                        |
| 04-06   | Provinz Poopó                | 1.561 km² | 17,437                        | 14.984                        | 16.806                        | 16.986                        |
| 04-07   | Provinz Pantaleón Dalence    | 858 km²   | 24.892                        | 23.698                        | 29.497                        | 26.124                        |
| 04-08   | Provinz Ladislao Cabrera     | 5.983 km² | 7.363                         | 11.698                        | 14.851                        | 19.086                        |
| 04-09   | Provinz Sabaya               | 4.111 km² | 3.567                         | 7.114                         | 10.924                        | 19.158                        |
| 04-10   | Provinz Saucarí              | 2.698 km² | 5.569                         | 7.763                         | 10.149                        | 12.115                        |
| 04-11   | Provinz Tomas Barrón         | 338 km²   | 5.045                         | 5.424                         | 5.267                         | 5.443                         |
| 04-12   | Provinz Sud Carangas         | 3.092 km² | 4.028                         | 6.136                         | 7.232                         | 9.296                         |
| 04-13   | Provinz San Pedro de Totora  | 1.442 km² | 4.040                         | 4.941                         | 5.531                         | 6.570                         |
| 04-14   | Provinz Sebastián Pagador    | 2.369 km² | 7.712                         | 10.221                        | 13.897                        | 13.439                        |
| 04-15   | Provinz Puerto de Mejillones | 690 km²   | 751                           | 1.130                         | 2.076                         | 3.528                         |
| 04-16   | Provinz Nor Carangas         | 883 km²   | 4.900                         | 5.980                         | 5.502                         | 5.980                         |

## Größte Orte
Hauptstadt der Provinz und größte Stadt ist Oruro, weitere wichtige Städte sind Huanuni, Challapata, Caracollo.
| Stadt      | Einwohner 2001 (Volkszählung) | Einwohner 2012 (Volkszählung) |
| ---------- | ----------------------------- | ----------------------------- |
| Oruro      | 201.230                       | 264.683                       |
| Huanuni    | 8.893                         | 20.336                        |
| Challapata | 7.683                         | 12.684                        |
| Caracollo  | 4.412                         | 5.356                         |

## Politik
Gesamtergebnis im Departamento Oruro bei den Regionalwahlen vom 4. April 2010:
| Wahl- berechtigte |  | Wahl- beteiligung | gültige Stimmen |  | MAS-IPSP | MSM    | UN     | MNR   |
| ----------------- |  | ----------------- | --------------- |  | -------- | ------ | ------ | ----- |
| 253.172           |  | 221.414           | 180.420         |  | 107.576  | 53.111 | 13.933 | 5.800 |
|                   |  | 87,5 %            | 81,5 %          |  | 59,6 %   | 29,4 % | 7,7 %  | 3,2 % |

Gesamtergebnis im Departamento Oruro bei den Regionalwahlen (elecciones de autoridades políticas) vom 7. März 2021:
| Wahl- berechtigte |  | Wahl- beteiligung | gültige Stimmen |  | MAS-IPSP | BST     | UN SOL PARA ORURO | PP     | MTS    | C-A    | UNICO  |
| ----------------- |  | ----------------- | --------------- |  | -------- | ------- | ----------------- | ------ | ------ | ------ | ------ |
| 343.935           |  | 299.360           | 258.436         |  | 119.683  | 40.289  | 39.714            | 20.964 | 9.150  | 6.679  | 6.336  |
|                   |  | 87,04 %           | 86,33 %         |  | 46,31 %  | 15,59 % | 15,37 %           | 8,11 % | 3,54 % | 2,58 % | 2,45 % |